# Sophie Meyer (peintre, 1847)
Sophie Meyer (née en 1847 à Köslin, morte le 9 novembre 1921 à Düsseldorf) est une peintre allemande.

## Biographie
Sophie Meyer est la fille du pharmacien et propriétaire August Wilhelm Meyer et de son épouse Maria Caroline Luise Behm. Aucun détail n'est connu sur son enfance et sa jeunesse. Elle complète sa formation de peintre en tant qu'élève privée d'Eduard Gebhardt et surtout de Wilhelm Sohn, ses camarades sont Paula Monjé et Julia Schily-Koppers

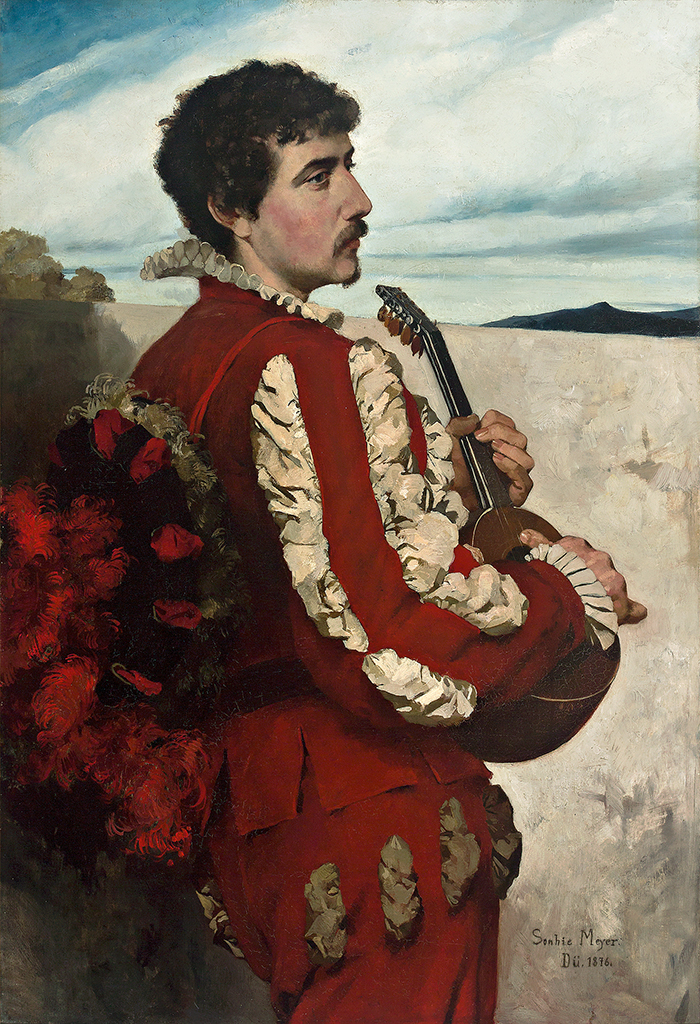
Le Joueur de Luth, 1876.

L'artiste se spécialise dans la peinture de genre et de paysage, les natures mortes et les portraits. Elle peint à l'huile sur toile, mais réalise également des aquarelles et des gravures sur bois. Elle signé ses œuvres par "Sophie Meyer Ddf" ou "Sophie Meyer Dü" et l'année. À partir de 1877, elle expose publiquement ses œuvres.